# Valerio Aiolli
Valerio Aiolli (Firenze, 4 luglio 1961) è uno scrittore e romanziere italiano.

## Biografia
Valerio Aiolli ha esordito nella narrativa nel 1995 con una raccolta di racconti, Male ai piedi edita da Cesati. Nel 1999 viene pubblicato dalle Edizioni e/o il suo primo romanzo, Io e mio fratello, nel quale attraverso gli occhi dell'io narrante, un bambino di cinque anni, viene rievocata l'Italia degli anni sessanta; il libro vinse il Premio Fiesole, fu selezionato per il Premio Strega ed è stato finalista al Premio Chianti e al Premio Volterra/Carlo Cassola.
Nel 2001 appare Luce profuga, storia del difficile incontro fra un piccolo imprenditore in crisi e un rifugiato dalla guerra di Bosnia. Nel suo successivo romanzo A rotta di collo (2002, Premio Giusti), Aiolli racconta in forma di "commedia gialla" una vicenda di speculazione edilizia e corruzione nella quale si viene a trovare coinvolto suo malgrado un grafico trentenne aspirante fumettista. Fuori tempo, edito da Rizzoli nel 2004, narra invece quanto possa essere complicato innamorarsi quando si è ben oltre le soglie della terza età. Ali di sabbia (Alet 2007), incentrato sulla colonizzazione italiana della Libia fra il 1911 e il 1940, è stato paragonato da alcuni critici a Tempo di uccidere di Ennio Flaiano.
Alcune delle sue opere sono state tradotte e pubblicate in Germania, Ungheria e Paesi Bassi. È anche autore di racconti pubblicati in raccolte e riviste (Nuovi Argomenti).
Nel 2008 ha curato la revisione della traduzione del best seller Necropoli di Boris Pahor, edito da Fazi.
Nel 2014 è uscito Il sonnambulo (Gaffi), romanzo ambientato nel 1992, che racconta la deriva etica del potere italiano. Sono seguiti Lo stesso vento (Voland 2016), Il carteggio Bellosguardo - Henry James e Constance F. Woolson: frammenti di una storia (ItaloSvevo Edizioni 2017), Nero ananas (Voland 2019 - dozzina Premio Strega).

## Opere

### Romanzi
- Io e mio fratello, Roma: E/O, ISBN 88-7641-379-0, 1999
- Luce profuga, Roma: E/O, ISBN 88-7641-436-3, 2001
- A rotta di collo, Roma: E/O, ISBN 88-7641-495-9, 2002
- Fuori tempo, Milano: Rizzoli, ISBN 88-17-00088-4, 2004
- Ali di sabbia, Padova: Alet, ISBN 978-88-7520-035-0, 2007
- Il sonnambulo, Roma: Gaffi, ISBN 978-88-6165-139-5, 2014
- Lo stesso vento, Roma: Voland, ISBN 978-88-6243-199-6, 2016
- Il carteggio Bellosguardo - Henry James e Constance F. Woolson: frammenti di una storia, Trieste-Roma: ItaloSvevo, ISBN 978-88-99028-20-6, 2017
- Nero ananas, Roma: Voland, 2019
- A Firenze con Vasco Pratolini, Roma: Perrone, 2023
- Radio Magia, Roma: minimum fax, 2023

### Racconti
- Male ai piedi, Firenze : Franco Cesati, 1995
- Cinematografie (Pananti 1999) contenente il racconto Il ventilatore
- Poeti e scrittori contro la pena di morte (Le Lettere 2001) contenente il racconto La pena di morte in Italia non c'è
- L' Africa secondo noi, racconti di Valerio Aiolli et al., Milano : Edizioni dell'arco, ISBN 88-86042-38-8, 2002 contenente il racconto L'occhio
- Patrie impure (Rizzoli 2003) contenente il racconto Foto a perdere
- La vita addosso (Fernandel 2006) contenente il racconto Una parola sola
- La mia Olanda (Bonardi 2007) contenente il racconto Sotto casa di R.
- Oh com'è bella l'uva Fogarina (Slow Food 2009) contenente il racconto Di dolce e di zolfo
- Era l'anno dei mondiali (Corriere della Sera 2010) contenente il racconto Lontano di casa
- Decameron 2013 (Felici 2013) contenente i racconti Gemelle, Dammi il cinque, Bugie, Le parole difficili
- C'è un grande prato verde - secondo tempo (Manni 2013) contenente il racconto 33ª giornata
- Racconti in bottiglia (Corriere della Sera 2013) contenente il racconto Salute
- Scritto nella memoria (Guanda 2016) contenente il racconto Sott'acqua